# Орфна
Орфна је у грчкој митологији била најада, нимфа подземног света.

## Митологија
Орфна је била нимфа подземног света, представљала је таму реке мрђње, тј. Стикс (за више информација погледати чланак Стикс). Неки поистовећују Орфну са Горгиром, па и самом Стикс, реком мржње. Постоји верзија која говори да је са другим речним богом подземног света, Ахероном, реком бола имала сина Аскалафа, Хадовог вртлара, који се бринуо о његом воћњаку и који је био познат по томе што је видео Персефону како једе семе нара, и о томе обавестио Хада и тиме разљутио Деметру, која га је претворила у истоимену врсту гуштера и заробила га испод стена, али га је касније избавио Херакле, ипак, Деметра се није хтела предати, те га је претворила у сову (Аполдорова библиотека 1,5,3) (за више информација погледајте чланак Аскалаф).
Њен пандам у римској митологији је Калиго, што значи тама
Према Овидију,(Метаморфозе), Горгира је била права Аскалафова мајка, а неки кажу да је то иста особа.

## Eтимологија
Име Орфна значи 'одводни канал, јер све подземне воде теку у Хад